# 黄练镇
黄练镇，是中华人民共和国广西壮族自治区贵港市覃塘区下辖的一个乡镇级行政单位。

## 行政区划
黄练镇下辖以下地区：
黄练社区、山谢村、大黄村、新朱村、岭岑村、大董村、平寨村、姚岭村、莫村、新何村、新谭村、潘陈村、葵新村、居仕村、张团村和镇水村。